# Seppuku

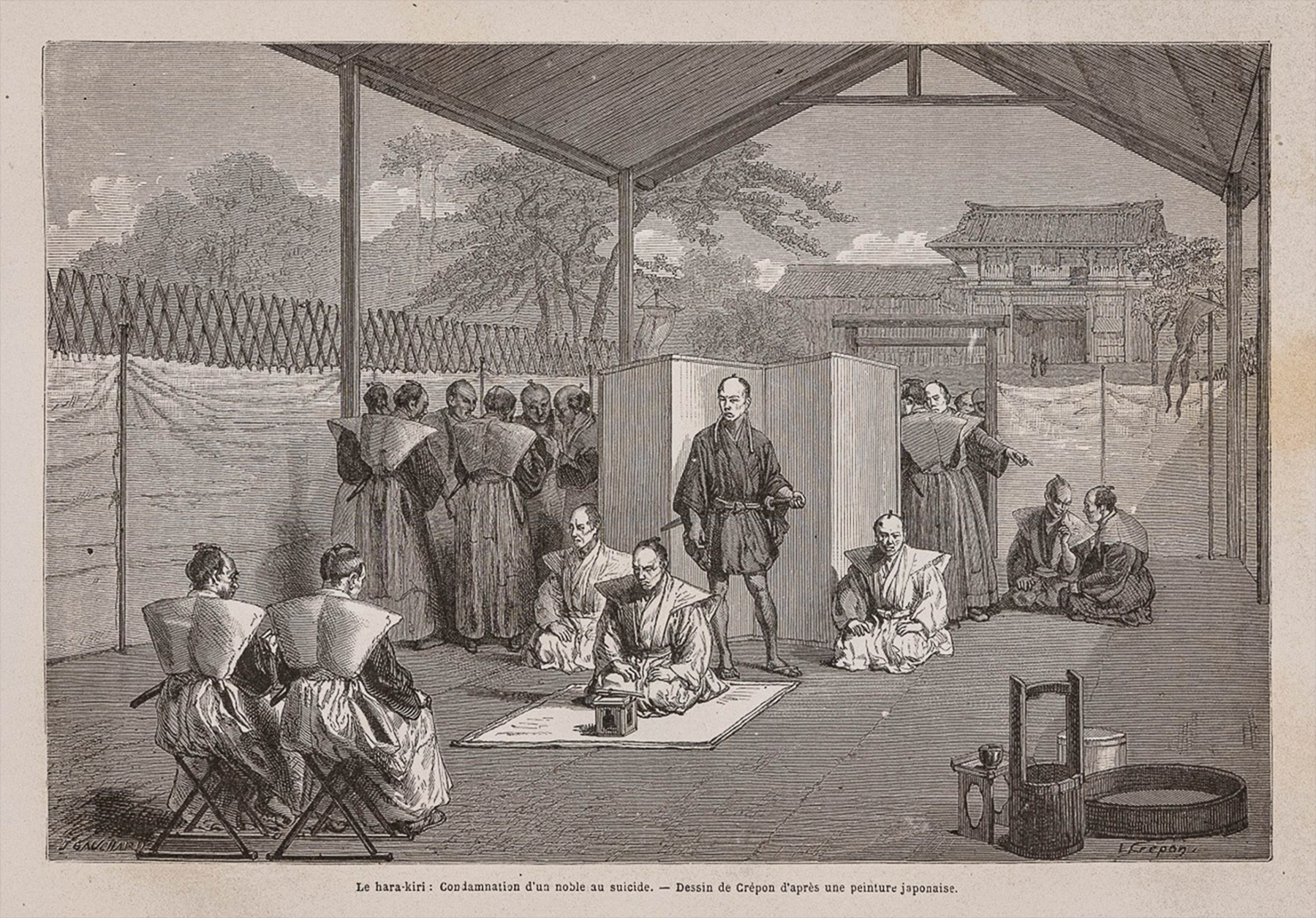
Seppuku-Zeremonie am Ende der Edo-Zeit
Aus: die Zeichnung stammt von L. Crépon nach einem japanischen Gemälde, 1867

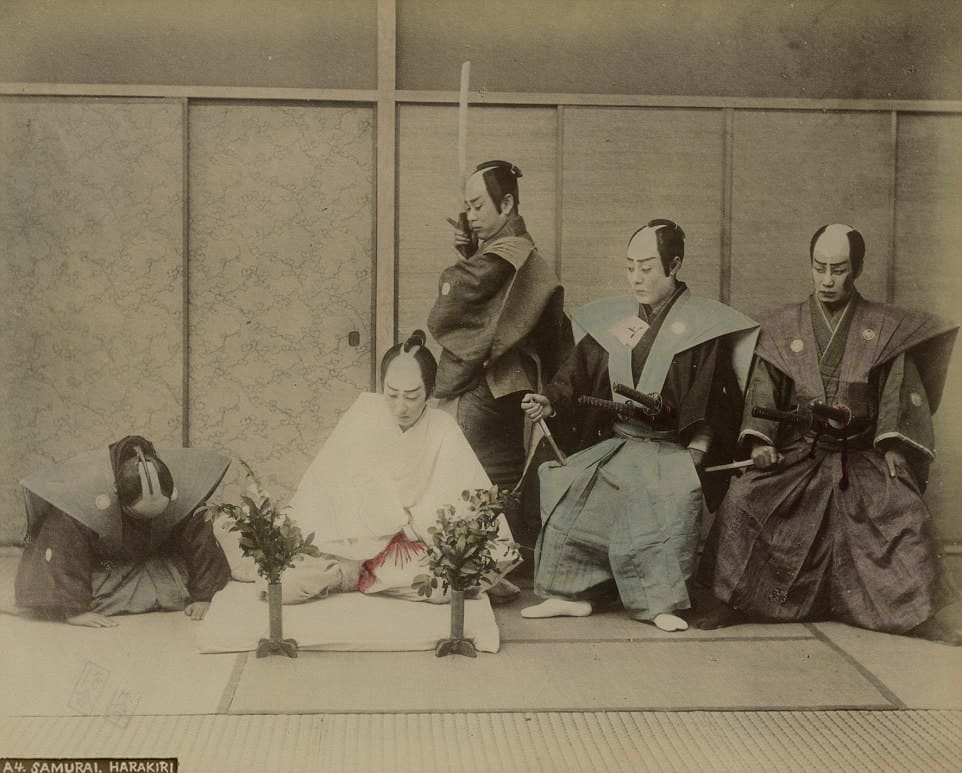
Schauspiel einer Seppuku-Zeremonie, 1897

Seppuku (japanisch 切腹) bezeichnet eine ritualisierte Art des männlichen Suizids, die etwa ab der Mitte des 12. Jahrhunderts in Japan innerhalb der Schicht der Samurai verbreitet war und 1868 offiziell verboten wurde.
Ein Mann, der wegen einer Pflichtverletzung sein Gesicht verloren hatte, konnte durch Seppuku die Ehre seiner Familie wiederherstellen. Weitere Gründe für Seppuku waren unter anderem Strafe für einen Gesetzesverstoß oder das sogenannte oibara (追腹), bei dem Rōnin (herrenlose Samurai), die ihren Daimyō (lokale Herren im feudalen Japan) verloren hatten, ihm in den Tod folgten, falls er es ihnen schriftlich erlaubt hatte.
Der Begriff Harakiri (腹切り, von 腹 hara „Bauch“, und 切る kiru „schneiden“ – umgekehrte Reihenfolge der Kanji-Schriftzeichen) wird vor allem in Europa und Amerika benutzt. Er geht auf christliche Missionare in Japan zurück.
Weitere Bezeichnungen waren Kappuku (割腹, „Aufschneiden des Bauchs“), Tofuku (屠腹, „Schlachten des Bauchs“), Isame Fuku (諫腹, deutsch etwa „Suizid aus Protest [gegen eine Entscheidung]“), Junshi (殉死, „in den Tod folgen“) bei Gefolgsleuten, die ihrem Herren in den Tod folgten, sowie Keikei (閨刑, „Schlafzimmerstrafe“) für den Kuge, einen japanischen aristokratischen Hofadel.

## Ablauf

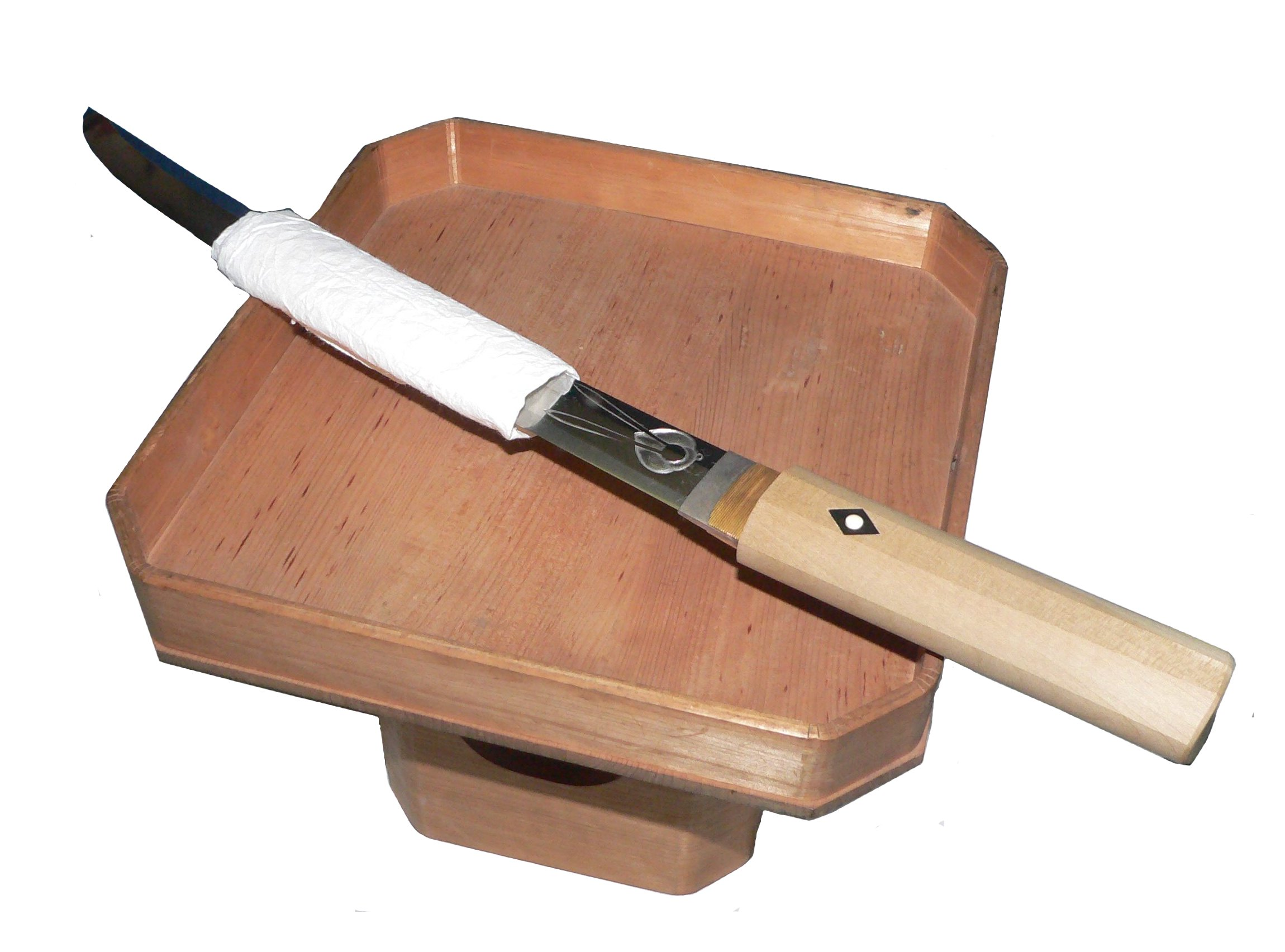
Ein für das Ritual vorbereitetes Tantō

Beim Seppuku schnitt sich der im Seiza sitzende Mann nach Entblößung des Oberkörpers mit der in Papier gewickelten und zumeist speziell für diesen Anlass aufbewahrten Klinge eines Wakizashi (Kurzschwert) oder Tantō (Dolch) den Bauch ungefähr sechs Zentimeter unterhalb des Bauchnabels in der Regel von links nach rechts mit einer abschließenden Aufwärtsführung der Klinge auf. Dem Daoismus zufolge liegt hier das sogenannte untere Tanden (chinesisch Dantian), ein Bereich im Hara (Unterbauch), der in der traditionellen chinesischen Medizin als wichtigstes energetisches Zentrum des Menschen angesehen wird, im Zen auch die Hauptflussader des Ki. Allerdings wurden im Laufe der Zeit auch alternative Schnitte und Ergänzungen eingesetzt. So existieren beispielsweise Beschreibungen eines sogenannten jūmonji-giri, einer zeitweise unter den Daimyō bevorzugten Technik, die eigentlich aus zwei Schnitten bestand und durch ihre Kreuzform das Hervortreten der inneren Organe beschleunigte.
Nach Ausführung der Schnitte wurde vor oder nach der Ablage der Klinge von einem bereitstehenden Assistenten (dem Kaishaku-nin oder Sekundanten, ebenfalls ein Samurai, meistens der engste Vertraute) der Hals mit einem Katana oder seltener mit einem Tachi von der Halswirbelsäule her weitgehend, jedoch nicht vollständig durchtrennt, um einen schnellen Tod herbeizuführen. Der Sekundant hatte zuvor außerhalb des Sichtfeldes des Todeskandidaten gestanden und auf den richtigen Zeitpunkt gewartet. Der erlösende Hieb musste mit absoluter Gewissenhaftigkeit ausgeführt werden, um das Leiden nicht durch eine verspätete Ausführung unnötig zu verlängern. Wäre er verfrüht, also vor dem Vorbeugen des Kopfes angesetzt worden, wäre die Klinge in den Halswirbeln stecken geblieben und hätte zusätzliche Hiebe nötig gemacht. Der Sekundant musste ebenfalls darauf achten, dass der Kopf nicht völlig vom Rumpf getrennt wurde; das Haupt musste immer noch durch einen Hautlappen mit dem Körper verbunden sein. Alles andere wäre dem Kandidaten gegenüber nicht respektvoll gewesen und hätte eher an die Hinrichtung eines Kriminellen erinnert. Aufgrund all dieser Faktoren lag eine große Verantwortung auf den Schultern des Assistenten. Es kam vor, dass ein schlechter kaishaku-nin selbst zum Seppuku aufgefordert wurde.
Die genannten hohen Anforderungen an den Kaishaku-nin wurden später gelockert, da die Schwertkunst auf diesem hohen Niveau von immer weniger Männern beherrscht wurde. Ein vollständiges Abtrennen des Kopfes wurde daher später anerkannt (ca. 18. Jahrhundert).
Der Dienst des kaishaku-nin war für den Sterbenden von großer Bedeutung: Ein Samurai durfte beim Seppuku weder das Gesicht verziehen noch ein Seufzen oder Stöhnen von sich geben oder gar Furcht zeigen. Sobald die persönliche Schmerzgrenze erreicht worden war, beugte er den Kopf daher leicht vor und empfing den tödlichen Hieb. Über das Verhalten der Seppuku begehenden Person in den entscheidenden Momenten wurde von anwesenden Protokollanten eine schriftliche Bewertung angefertigt, die darüber entschied, ob das Ritual aufgrund korrekter Ausführung und würdevollen Verhaltens als offizielles Seppuku anerkannt wurde.
Es war für einen Samurai nicht verwerflich, den Kopf vor Beendigung der Technik oder bereits nach dem Einstich vorzubeugen. Entscheidend war, dass die Familie und Nahestehende bei der anschließenden Betrachtung des Hauptes keinen Schmerz im Gesichtsausdruck der getöteten Person erkennen konnten. Daher galt es oft schon als offizielles Seppuku, wenn der tödliche Hieb ausgeführt wurde, sobald die Hauptperson überhaupt erst nach der Klinge griff. So ersetzte man später bei Samurai, denen man die Bauchschnitte nicht zutraute, die Waffe gelegentlich durch einen Fächer oder einen Zweig des heiligen Sperrstrauchs.
Die Schnitttechnik des Sekundanten ist in die siebte Kata der Seiza-Formen verschiedener Schwertkampfschulen eingegangen. In der Musō Jikiden Eishin Ryū heißt sie Seiza Nanahomme Kaishaku, in der Musō Shinden Ryū wird sie unter der Bezeichnung Junto (Kaishaku) gelehrt. Sie wird nur geübt, aber weder bei Prüfungen noch zu Demonstrationszwecken gezeigt.

## Rund um das Ritual
Seppuku war den Samurai vorbehalten. Priester, Bauern, Handwerker oder Händler durften es nicht durchführen, da man glaubte, dass sie die großen Schmerzen nicht ertragen könnten.

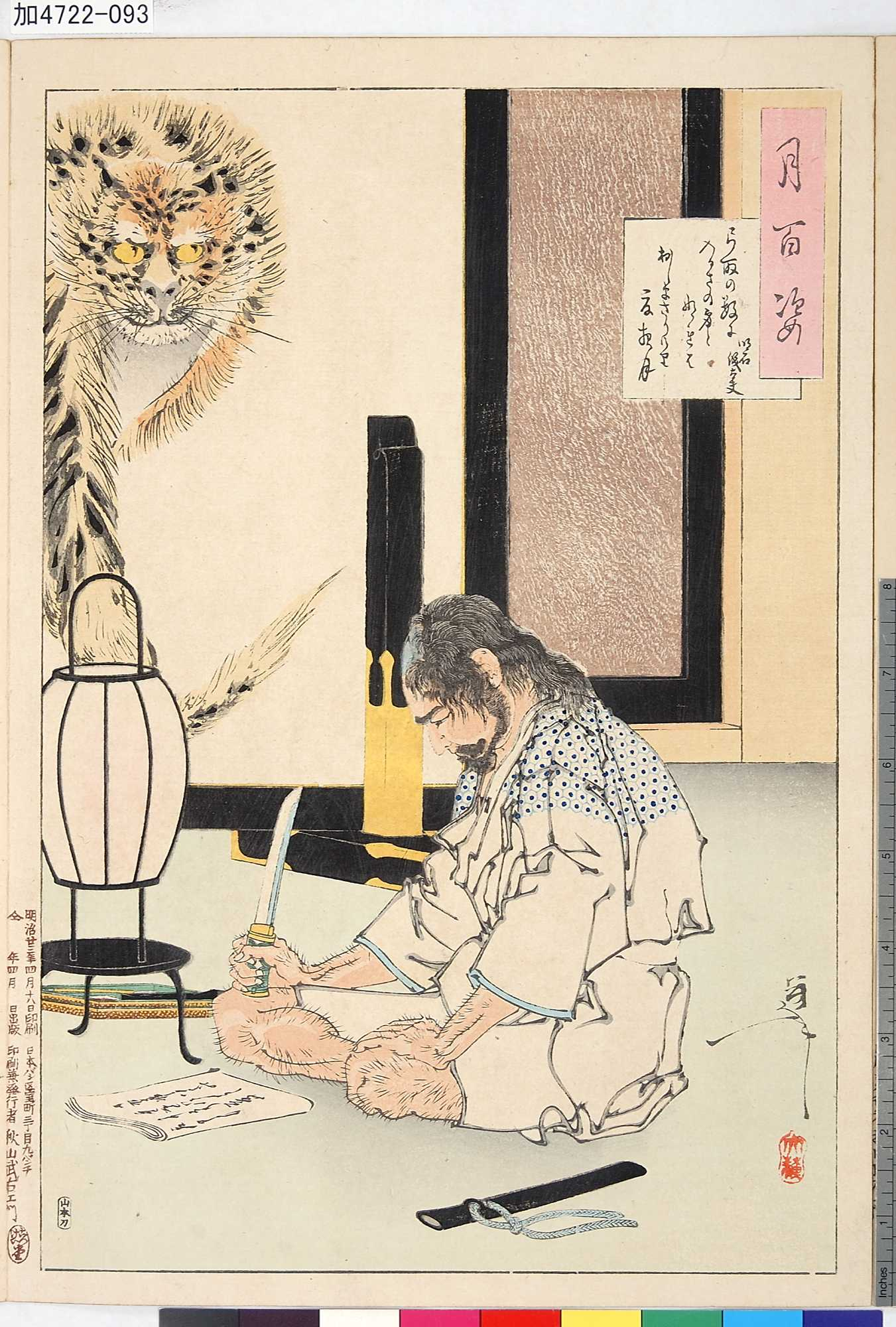
Akashi Gidayu schreibt vor seinem Seppuku (1582) sein Todesgedicht. Holzschnitt von Yoshitoshi Tsukioka (um 1890).

Die Zeremonie um die eigentliche Selbsttötung wurde über mehrere Jahrhunderte immer wieder verändert, wobei auch geringe regionale Unterschiede entstanden. Zu einem offiziellen Seppuku mit einem kaishaku-nin gehörten jedoch mindestens das Tragen von weißer Kleidung als Symbol für die spirituelle Reinheit (die durch das Öffnen des Bauches zum Vorschein kommen sollte), die Anwesenheit eines Shintō-Priesters und eines Protokollanten, die Einnahme einer letzten Mahlzeit und das Verfassen eines Todesgedichtes (meist in Form eines Haiku). Das Ritual wurde zumeist im Garten des eigenen Anwesens, vor dem örtlichen Shintō-Schrein (jedoch außerhalb der Zugangstore und somit nicht auf geweihtem Boden) oder an einem speziell dafür eingerichteten Platz am Hofe des jeweiligen Fürsten durchgeführt. Seltener dokumentiert sind Seppuku innerhalb eines Gebäudes, für die spezielle Tatami (Reisstrohmatten) mit weißer Borte hergestellt wurden, die nach dem Abschluss der Zeremonie und der Verbrennung und Beisetzung des Samurai entsorgt wurden.
Für gewöhnlich gewährte man Samurai für ihr Seppuku eine Vorbereitungszeit zwischen zwei und sechs Monaten. Ob es Samurai gab, die in diesem Zeitraum Fluchtversuche unternahmen, ist nicht bekannt, da kein solcher Fall je dokumentiert wurde. Da ein Samurai vom eigenen Clan nicht gefangen gehalten werden konnte, wurden nur vereinzelt und in größeren Zeitabständen Beamte entsandt, um sich nach dem geistigen und körperlichen Zustand der sich besinnenden Person zu erkundigen. Bei einer Kriegsgefangenschaft gab es eine verkürzte Variante des Seppuku-Rituals.

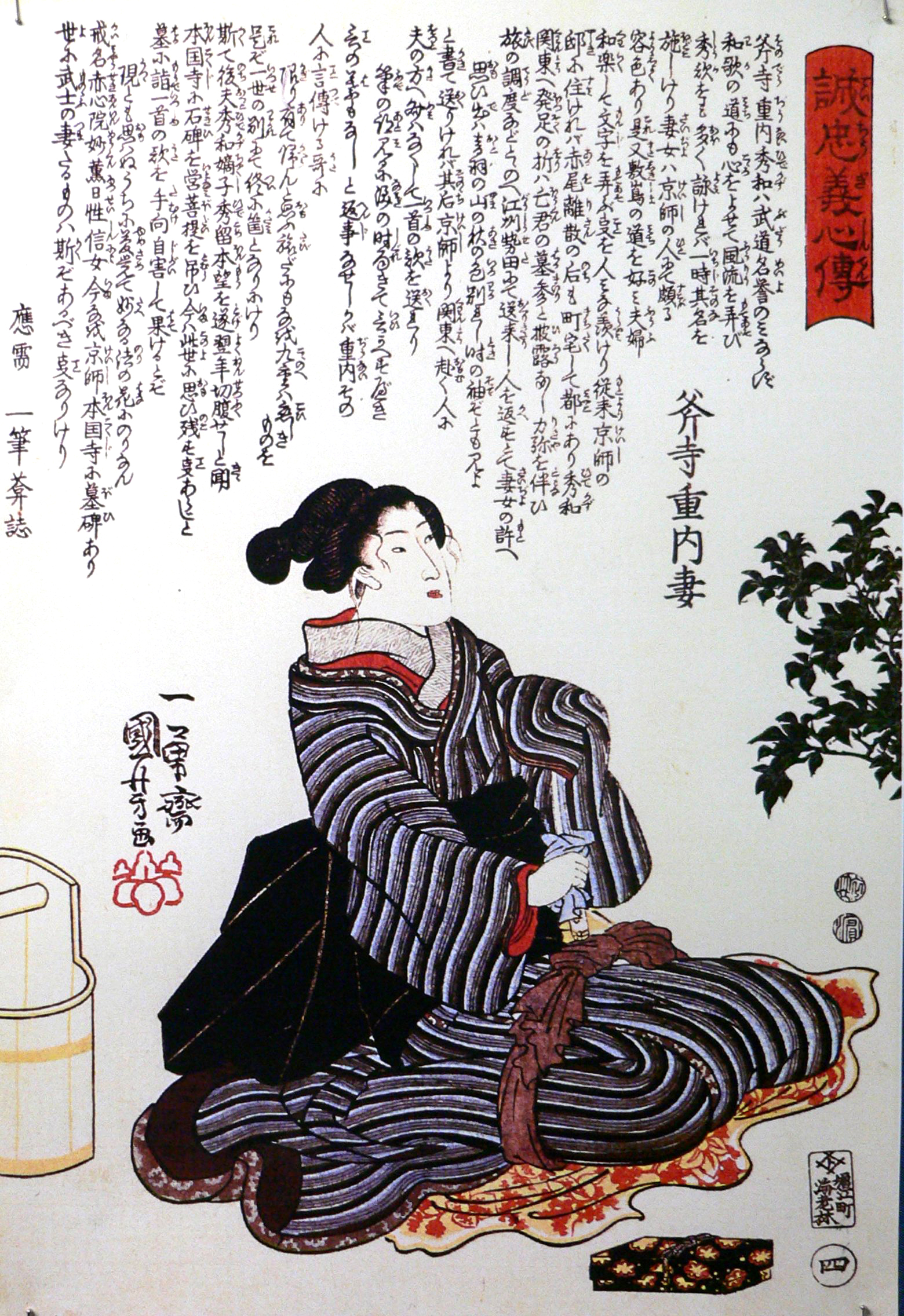
Die Ehefrau Onodera Junais, eines der 47 Rōnin, bereitet sich auf das Jigai vor (Holzschnitt von Kuniyoshi in Seichū Gishinden, 1848)

Auch Frauen verübten zuweilen ritualisierten Suizid, er wurde jedoch mit dem generischen Begriff jigai (自害) bezeichnet. Dabei stachen sie sich mit einer Haarnadel oder einem Kaiken in die Halsvene. Um eine Entehrung zu vermeiden, wurden vorher die Beine mit einem Band aus Leder oder Seide zusammengebunden, um ein Spreizen der Beine im Todeskampf zu verhindern.

## Anlässe für Seppuku
Die Samurai führten das Seppuku hauptsächlich aus vier Gründen aus: Zum einen vermied es Schande, wenn man während einer Schlacht dem Gegner in die Hände fiel und Kriegsgefangener wurde. Des Weiteren konnte es beim Tod des Herren (Daimyō) ausgeführt werden, oder man protestierte mithilfe des Seppuku gegen einen irrenden Vorgesetzten. Schließlich diente es auch als Vollzug der Todesstrafe.

## Verbot der Zeremonie
Mit Beginn der Meiji-Restauration im Jahr 1868 wurde Seppuku in Japan allgemein verboten. Aufgrund der von Kaiser Hirohito am 15. August 1945 erklärten Kapitulation Japans im Pazifikkrieg und dem damit zusammenhängenden empfundenen Verlust der Ehre des japanischen Volkes befürchteten viele, dass der Kaiser trotz des Verbotes die Angehörigen des Militärs zum Seppuku auffordern würde, was er jedoch letztlich nicht tat. Hohe Militärs wie der Heeresminister Anami Korechika taten es jedoch freiwillig.
Das bisher letzte offiziell bekannt gewordene rituelle Seppuku wurde von dem japanischen Schriftsteller Mishima Yukio ausgeführt. Am 25. November 1970 beging er in Tokio, nach der Geiselnahme eines Generals der japanischen Streitkräfte und einem umstürzlerischen Aufruf an die stationierten Soldaten, im Beisein von Mitgliedern seiner Privatarmee Seppuku und wurde von einem Vertrauten enthauptet.

## Berühmte Personen, die durch Seppuku starben (Auswahl, sortiert nach Todesdatum)
- Minamoto no Yorimasa (Armeeführer, 1106–1180)
- Minamoto no Yoshitsune (Feldherr, 1159–1189)
- Kusunoki Masashige (japanischer Nationalheld, 1294–1336)
- Oda Nobunaga (Daimyō, 1534–1582)
- Shibata Katsuie (General, 1522–1583)
- Hōjō Ujimasa (Oberhaupt der Späteren Hōjō, 1538–1590)
- Sen no Rikyū (hochrangiger Teemeister, 1522–1591)
- Torii Mototada (Samurai, 1539–1600)
- Asano Naganori (Daimyō, 1667–1701)
- Die 47 Rōnin (herrenlose Samurai des Asano Naganori, 4. Februar 1703)
- Yamanami Keisuke (Samurai, 1833–1865)
- Byakkotai (zwanzigköpfige, jugendliche Einheit des Aizu-Militärs, 1868)
- Nogi Maresuke (General, 1849–1912)
- Kuribayashi Tadamichi ((wahrscheinlich) General, 1891–1945, Kommandeur der japanischen Streitkräfte auf Iwojima)
- Anami Korechika (Kriegsminister, 1887–1945)
- Ōnishi Takijirō (Admiral, 1891–1945), Gründer der japanischen Kamikaze-Einheiten
- Mishima Yukio (Schriftsteller, 1925–1970)

## Film
In der Verfilmung des Romans Shogun wird ein Seppuku ausführlich wiedergegeben. 1962 drehte der japanische Regisseur Masaki Kobayashi einen Film mit dem Titel Seppuku. Der Film entwirft ein kritisches Bild des feudalen Japans im 17. Jahrhundert, und sein zentrales Thema ist der geplante und zum Schluss auch durchgeführte Suizid eines Samurais.
Auf einer realen Begebenheit basiert der rituelle Suizid, den die Titelfigur in Mishima – Ein Leben in vier Kapiteln (1985) begeht. In einer mehrschichtig arrangierten Filmbiographie erzählt der US-amerikanische Autor und Regisseur Paul Schrader vom Werdegang des  japanischen Schriftstellers und politischen Aktivisten Mishima Yukio. Der Film endet mit Mishimas Suizid, von dem jedoch nur der Anfang gezeigt wird.
1966 hatte Mishima selbst ausführlich einen Seppuku in seinem Kurzfilm Yûkoku (憂国) gezeigt, der nach seiner gleichnamigen Erzählung (deutsch Patriotismus) entstand. Darin begehen ein japanischer Leutnant und seine Frau nach einem gescheiterten Putschversuch Suizid.
Ein weiterer Film zu diesem Thema ist Das verborgene Schwert. Darin geht es um einen Samurai, der zum Seppuku aufgefordert wird, um der Schande einer Hinrichtung zu entgehen. Der daraus resultierende innere und äußere Kampf und das komplizierte, durch Normen und Formalien geprägte Verhältnis zweier freundschaftlich verbundener Samurai bestimmen die Handlung des Films.
In dem Film Last Samurai beendet eine der Hauptfiguren ihr Leben ebenfalls mit einem Seppuku, nachdem sie in einem Kampf, der als verloren gilt, schwer verwundet worden ist.
Der japanisch-englische Film Hara-Kiri – Tod eines Samurai, jap. Ichimei (一命), des  Regisseurs Takashi Miike aus dem Jahr 2011 thematisiert das Ritual und die Situation der Rōnin im 17. Jahrhundert. Er ist eine Neuverfilmung des Stoffes aus dem Film Harakiri von 1962.
Im  US-amerikanischen Film 47 Ronin (2013) wird Seppuku und das damit zusammenhängende Ritual mehrfach ausführlich gezeigt.
In der ersten Staffel der Serie The Man In The High Castle, die in einem Alternativuniversum spielt, sieht man, wie eine imperiale Wache Seppuku begeht, da sie nicht vermochte, den japanischen Kronprinzen Akihito vor einem Attentat der SS zu schützen.